# Pindus Mons
Pindus Mons je hora, která se nachází na povrchu Marsu v oblasti Tempe Terra jejíž základna dosahuje velikosti 17 km. Pindus Mons je obklopena horninami vzniklými výlevným vulkanismem, ale samotná hora je staršího stáří.
Pojmenována byla v roce 1991.